# Lac à l'Eau Claire (sjö i Kanada, Mauricie)
Lac à l'Eau Claire är en sjö i Kanada.   Den ligger i regionen Mauricie och provinsen Québec, i den sydöstra delen av landet, 240 km nordost om huvudstaden Ottawa. Lac à l'Eau Claire ligger 244 meter över havet. Arean är 7,7 kvadratkilometer. Den sträcker sig 4,4 kilometer i nord-sydlig riktning, och 5,3 kilometer i öst-västlig riktning.
I omgivningarna runt Lac à l'Eau Claire växer i huvudsak blandskog. Runt Lac à l'Eau Claire är det glesbefolkat, med 16 invånare per kvadratkilometer.